# Marcel Rømer
Marcel Ibsen Rømer (* 8. srpna 1991) je dánský fotbalový záložník a bývalý mládežnický reprezentant, od roku 2016 hráč klubu SønderjyskE Fodbold.

## Klubová kariéra
- Herfølge BK (mládež)
- HB Køge 2009–2013
- Viborg FF 2013–2016
- SønderjyskE Fodbold 2016–

## Reprezentační kariéra
Rømer nastupoval za dánské mládežnické reprezentace U19 a U20.